# Demonax subscalaris
Demonax subscalaris är en skalbaggsart som beskrevs av Maurice Pic 1935. Demonax subscalaris ingår i släktet Demonax och familjen långhorningar. Inga underarter finns listade i Catalogue of Life.